# Nordre Land
Gmina Nordre Land (norw. Nordre Land kommune) – norweska gmina leżąca w regionie Oppland. Jej siedzibą jest miasto Dokka.
Nordre Land jest 111. norweską gminą pod względem powierzchni.

## Demografia
Według danych z roku 2005 gminę zamieszkuje 6847 osób. Gęstość zaludnienia wynosi 7,17 os./km². Pod względem zaludnienia Nordre Land zajmuje 144. miejsce wśród norweskich gmin.
| ludność stan na 1 stycznia 2005 |         |           |       |
|                                 | kobiety | mężczyźni | razem |
| osób                            | 3369    | 3478      | 6847  |
| %                               | 49,2%   | 50,8%     | 100%  |

| wykształcenie stan na 1 października 2004 |        |         |        |        |
|                                           | podst. | średnie | wyższe | niezn. |
| osób                                      | 1727   | 3140    | 668    | 74     |
| %                                         | 30,79% | 55,98%  | 11,91% | 1,32%  |

## Edukacja
Według danych z 1 października 2004:
- liczba szkół podstawowych (norw. grunnskolar): 3
- liczba uczniów szkół podst.: 850

## Władze gminy
Według danych na rok 2011 administratorem gminy (norw. rådmann) jest Jarle Snekkestad, natomiast burmistrzem (norw. ordfører, d. borgermester) jest Liv Solveig Alfstad.